# 螽斯门

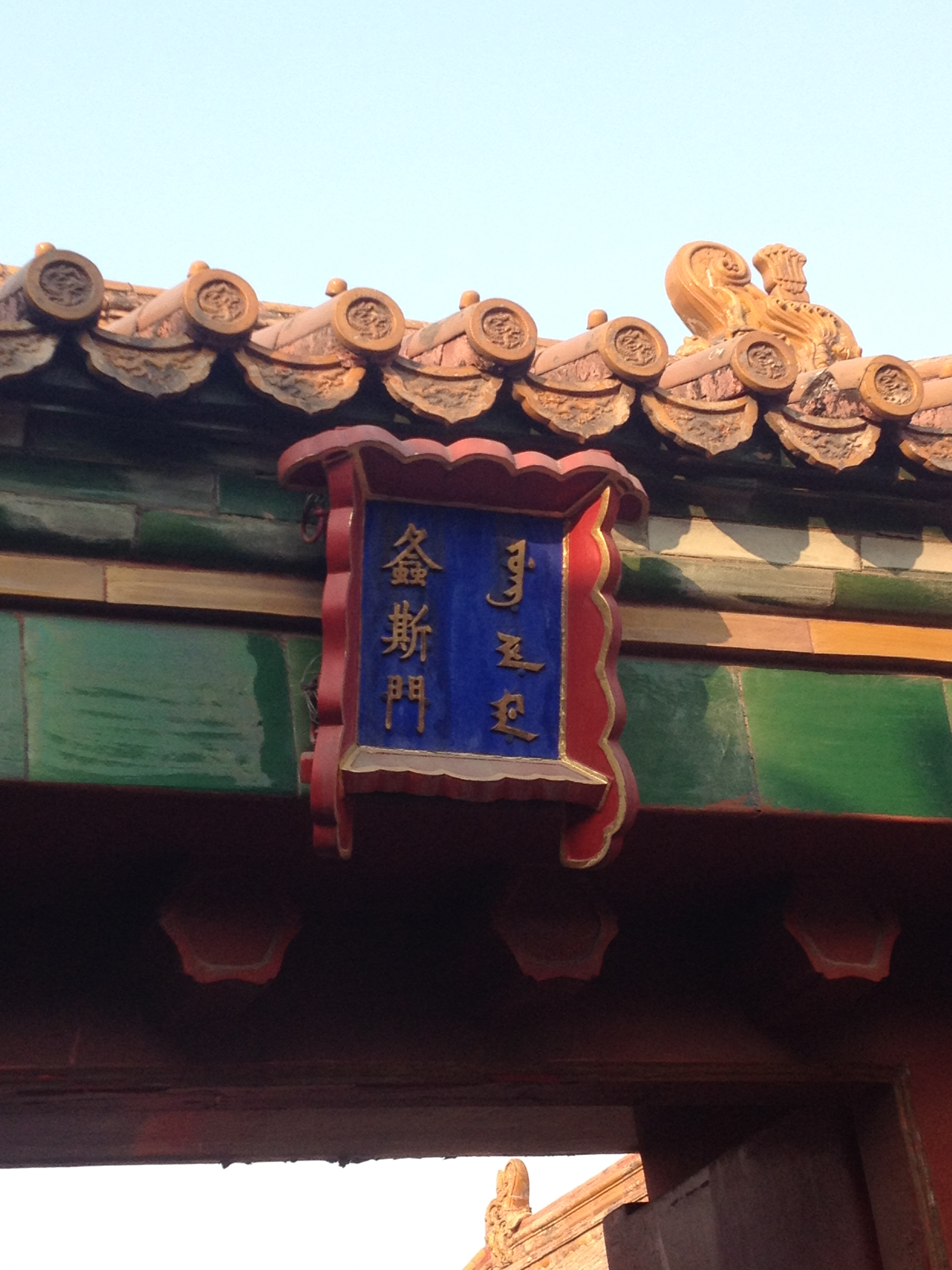
北京故宫中的螽斯门

螽斯门为北京紫禁城内廷西六宫的街门，南向，北与百子门相对。建筑形式朴素，为1开间琉璃门，黄琉璃瓦歇山顶，檐下为绿琉璃仿木构件，装宫门两扇。门外东为纯佑门，西为嘉祉门。南经如意门通养心殿，明代建。清延明旧。现建筑完好。　

## 名称来源
螽斯门的典故源自《诗经·周南·螽斯》：
螽斯羽，诜诜（shēn）兮，宜尔子孙，振振兮。
螽斯羽，薨薨（hōng）兮，宜尔子孙，绳绳兮。
螽斯羽，揖揖（yī）兮，宜尔子孙，蛰蛰兮。
螽斯是一种昆虫，繁殖力强，善鸣。
诗中描述了螽斯聚集一方、子孙众多、虫鸣阵阵的景象。意在祈盼皇室多子多孙，帝祚永延，与东六宫的麟趾门相对应而取吉瑞之意。
清末，宣统皇帝溥仪为了骑车方便，将内廷部分街门和院落之门的门槛锯掉，其中包括螽斯门。锯下的门槛两端做出榫头，残留的两段门槛上再分别凿出卯眼，每到夜晚封门上锁之时，须将门槛装回原位，以保门禁的森严。

## 外部連結
- 螽斯门[永久]